# Pilský Rybník (sjö i Tjeckien, Mellersta Böhmen)
Pilský Rybník är en sjö i Tjeckien.   Den ligger i regionen Mellersta Böhmen, i den centrala delen av landet, 60 km sydväst om huvudstaden Prag. Pilský Rybník ligger 668 meter över havet. Arean är 0,17 kvadratkilometer. I omgivningarna runt Pilský Rybník växer i huvudsak barrskog.